# 萝莉节
萝莉节，10月11日，非眞正意义上的法定节日，是由网民自发设立的节日，属于網路文化及御宅文化。

## 含义
萝莉（Loli），为萝莉塔（Lolita）的缩写，所指为“低于15岁的女童”或泛指穿着如小女孩的年轻女性。萝莉节即是指“年轻女孩的节日”。

## 来历
萝莉的英文为loli，和数字1011形似，可看做10月11日。
这是10月11日被用来当做萝莉节的来源。萝莉节这一主张最早出现于猫扑网，带有娱乐性质，後由网民响应而採纳。但这一主张并未得到社会认可，仅存于网络文化及部分御宅族中。

## 世界女童日
联合国于2011年决定从2012年起将10月11日定为国际女童日，和萝莉节重合，纯属巧合。

## 十月十日「萌节」
「萌节」源於Lass旗下遊戲《11eyes》中，角色廣原雪子的一句話。後來被Komica網民用於對雙十節（辛亥革命武昌起義紀念日暨中華民國國慶）的揶揄。
故事情節中，皐月驅在10月10日進行訓練，田島賢久提及為何10月10日是日本體育節。廣原雪子將話題一轉，建議將10月10日改為萌日。
|                      | “将萌字分解之后，就可得到‘十’与‘十’，‘日’与‘月’，也就是十月十日！‘萌日’！” |
| ——《11eyes》廣原雪子 |                                                                            |

萝莉节与「萌节」只差1天，同樣纯属巧合。